# Stream Control Transmission Protocol
Stream Control Transmission Protocol (SCTP) – protokół internetowy działający w warstwie transportowej, zdefiniowany w 2000 roku przez grupę roboczą SIGTRAN (Signaling Transport working group) IETF i opisany w dokumencie RFC 2960 ↓. SCTP jest protokołem podobnym do protokołów TCP i UDP.
Zapewnia on działanie takich samych usług jak TCP – zapewnienie niezawodnego, uporządkowanego transportu informacji możliwością kontroli obciążenia. Podczas gdy TCP jest protokołem strumieniowym przesyłającym pakiety bitów, SCTP służy do przesyłania pakietów z ukształtowanymi wiadomościami.

## Korzyści SCTP
- Wielopowrotowe wsparcie, gdzie jedno (albo oba) końce połączenia mogą składać się z więcej niż jednego adresu IP, co umożliwia rozpoznawanie poszczególnych komputerów w sieci lokalnej
- Dostawa danych w pakietach w obrębie niezależnych strumieni, co eliminuje niepotrzebne blokowanie początków linii w przeciwieństwie do transportu strumieniowego TCP.
- Wybór ścieżki oraz monitoring
- Mechanizm zatwierdzająco-potwierdzający - chroni przed efektem potocznie nazywanym „floodingiem” oraz zawiadamia o zduplikowanych lub utraconych fragmentach danych.

Za pomocą SCTP/IP firmy telekomunikacyjne będą mogły wymieniać informacje między systemami komutacyjnymi, wykorzystując technologię internetową, a także łatwiej wprowadzać nowe usługi z uwarunkowaniami czasowymi, takie jak telefonia IP. Nowy protokół, zaprojektowany z myślą o zwiększeniu wydajności i niezawodności protokołów IP, już zaczyna zajmować eksponowane miejsce w stosie protokołów IP – obok tych od dawna uznanych: UDP (User Datagram Protocol) i TCP (Transmission Control Protocol).

## Implementacje SCTP
SCTP jest zaimplementowane w następujących systemach operacyjnych:
- Linux 2.4/2.6
- Sun Solaris 10
- AIX Version 5
- BSD ze stosem protokołów z projektu KAME
- Cisco IOS 12
- DragonFly BSD od wersji 1.4
- FreeBSD wersja 7
- QNX Neutrino Realtime OS
- OpenVMS od wersji 8

Istnieją różne rozszerzenia dla innych systemów operacyjnych, implementujące SCTP.
Biblioteki w przestrzeni użytkownika (userspace):
- The SCTP library (sctplib), wraz z portem dla Windows XP